# Рочестер (Нью-Гэмпшир)
Рочестер (англ. Rochester) — город, расположенный в округе Страффорд (штат Нью-Гэмпшир, США) с населением в 29 752 человека по статистическим данным переписи 2010 года.

## История
До прихода европейцев на этой территории проживали индейцы-абенаки. Первые белые переселенцы появились здесь в 1722 году и первоначально вели жестокие войны с индейцами. Поселение Рочестер было основано в 1749 году, инкорпорировано в 1778 году, ещё до окончания Войны за независимость США. Первая школа была основана здесь в 1750 году, первое почтовое отделение — в 1768 году. На протяжении XIX века город устойчиво рос, здесь находилось множество крупных мастерских различных отраслей промышленности. В 1875 году была проведена первая Рочестерская ярмарка, в 1891 году поселение получило статус города (city), в 1893 году в Рочестере появилась публичная библиотека — третья в стране по счёту, а в 1908 году был основан оперный театр.

## География
Площадь территории города составляет 118,6 км², из которых 117,6 км² приходится на сушу, 0,8 км² — на открытые водные пространства. Максимальная высота над уровнем моря составляет 177 м.

## Население
По данным переписи 2000 года, население города составляло 28 461 человека. Расовый состав населения города, согласно этой переписи, был следующим: белые — 97,12 %, афроамериканцы — 0,52 %, коренные американцы — 0,22 % , азиаты — 0,87 %, уроженцы Гавайев и тихоокеанских островов — 0,03 %, представители других рас — 0,26 %, представители двух или более рас — 0,98 %, латиноамериканцы (любой расы) — 0,9 %. Согласно переписи 2010 года, в городе проживало 29 752 человека.